# Ulugh Beigh (Mondkrater)
Ulugh Beigh ist ein Einschlagkrater am nordwestlichen Rand der Mondvorderseite am westlichen Rand des Oceanus Procellarum.
Der Kraterrand ist sehr stark erodiert und weitgehend eingeebnet.
| Buchstabe | Position           | Durchmesser | Link |
| --------- | ------------------ | ----------- | ---- |
| A         | 34,11° N, 79,32° W | 41 km       |      |
| B         | 32,77° N, 79,27° W | 8 km        |      |
| C         | 31,35° N, 79,18° W | 31 km       |      |
| D         | 31,51° N, 82,41° W | 21 km       |      |
| M         | 35,68° N, 83,44° W | 8 km        |      |

Der Krater wurde 1961 von der IAU nach dem timuridischen Astronomen und Mathematiker Ulugh Beg aus Samarkand offiziell benannt.